# Rushford Village (Minnesota)
Rushford Village est une ville américaine située dans le Comté de Fillmore, dans le Minnesota. Selon le recensement de 2010, sa population est de 807 habitants.